# サンデージャンボスペシャル
『サンデージャンボスペシャル』（Sunday Jumbo Special）は、STVラジオで1970年10月11日から1990年10月7日まで、日曜日の午後の時間帯で生放送されていた北海道ローカルのラジオバラエティー番組である。

## 概要
- 音楽情報、トーク、クイズ、競馬中継などで構成されている。当初はSTVホールからの公開生放送だったが、後期は第1スタジオに変わった。
- 奥山コーシンも構成作家に参加していた。
- 1970年10月スタート当初の放送時間は13:00～16:50。その後1980年当時の放送時間は12:00～15:00だったが、後に12:00～16:30に拡大、1988年10月からは12:00～16:00、1989年4月からは12:00～16:20と変遷している。
- 本番組終了後、STVラジオの日曜昼ワイド番組は「奥山コーシンの日よういっぱい生ワイド」 、「みのや雅彦のサンデーパラダイス」と変わってゆく。
- 番組テーマBGMは、フランク・プゥルセルの「60,000feet」。

## レギュラー出演者
- 松山千春
- 合田道人
- 大江千里
- 田中義剛
- みのや雅彦
- 林家しん平（1988年9月まで）
- 桂竹丸
- 長江健次
- 岡部祥子 （1986年～1987年当時）[2]
- ゲイリー （1986年～1987年当時）[2]
ほか

田中、みのや、竹丸は後番組『奥山コーシンの日よういっぱい生ワイド』（12:00以降）にもレギュラー出演（田中は1991年3月まで、みのやは1992年9月で一時降板後1996年4月から復帰）

### STVアナウンサー
- 巻山晃
- 笹原嘉弘 通称・ササッパラ
- 村上元昭 通称・もっちゃん
- 小林裕幸 番組タイトルから「ジャンボの兄ぃ」の愛称で呼ばれていた
- 高野義雄 番組タイトルから「スペシャル・ボーイ」の愛称で呼ばれていた
- 喜瀬浩
- 臼井佳子
- 和久井薫
- 藤井五月
- 工藤準基
- 橋本登代子
- 春日和彦
- 堺なおこ
- 宇都宮庸子
- 千秋幸雄
- 木村洋二（1988年3月まで）
- 明石英一郎
- 今中麻貴（1988年3月まで）
- 森中慎也（1987年3月まで／1988年4月～1990年3月）
- 片山雅子（1988年4月～1989年3月）
- 小寺郁子（1989年4月～1990年9月）
- 清水大輔（1990年4月～1990年9月）

ほか

## 主なコーナー
- 緊急指令（1973年頃）
- ササッパラのダジャレ道場（1973年頃）
- 邦楽ベスト10（1973年・1974年頃）
- 洋楽ベスト10（1973年・1974年頃）
- 我が家の特ダネ（1974年。リスナー家族の特技や自慢できるものを紹介[3]）
- チビッコ相談（1974年）[3]
- 歌謡曲ニッポン（1974年）[3]
- ジャンボ競馬クイズ（1974年・1975年頃）[3]
  - 本番組中に放送される中央競馬実況中継での1着馬ではなく、4着馬を当てる。1975年当時では的中者の中から3名にそれぞれ3000円ずつ贈られた。電話での応募で、応募資格は20歳以上のリスナー[4]。
- 1万円ラッキーデイトクイズ（1974年・1975年頃）
  - はがきでの応募者の中から選ばれたカップルに1万円を渡して好きなように使ってもらい、途中そのカップルから電話で伝えられる2回ほどの途中精算報告を頼りに、その日の当番組終了時間までにいくら残っているかをリスナーが予想[3]。予想は電話で募集し、結果がぴったり当たった人または一番近かった人1名に1万円を贈呈[4]。
- ミュージック・スペシャル（1975年頃）
- 音楽特急便（1975年頃）
- なんでも道場（1975年頃）
- 出前リクエスト（1975年頃）
- テレパシー大作戦（1975年頃）
- ファミリーマッチ作戦（1975年頃）
- 飛び入りおじゃま作戦（1975年頃）
- トラベルナイスクイズ（1975年 - 1976年頃）
- 早射ちゲーム（1975年頃）
- ジャンボ何でも委員会（1976年）
  - メインパーソナリティ（1976年当時は笹原嘉弘）を“委員長”に、寄せられた難問にヤング委員たちが回答。珍回答が出ることもしばしばあった。また、リスナーも参加することが出来た[5]。
- ジャンボ・ディスコライン（1976年）
  - 北海道内各地のディスコの人気DJが出演、ディスコミュージックとディスコ情報を送った[5]。
- 千春のひとりうた（1976年 - 1977年）
- ヒットソングダービー（1977年頃）
- サンジャン勝ち抜き歌合戦（1977年頃）
- なんでもホール（1977年頃）
- サンジャン歌の登竜門（1977年頃）
- 紅白対抗マッチ作戦（1977年頃）
- しん平のアイドルスターここが好きここがきらい（1981年当時。当時のアイドルやタレントらを批評）[6]
- 純信必殺見つけ人
  - 1981年当時。札幌の男子高校生二人が街に出て進行するコーナー。なお、純・信の「信」は後にSTVに入社してディレクターを務め、『サッポロ2130 夜は金時』では「Mr.SHINN」として出演していた溝渕信[7]。
- ウルトラ・クイズ・ラッシュ
  - 1981年当時。イントロ当てクイズ、タレントの声からその名前を当てるクイズなどを出題[7]。
- ミスター・ミス・インタビュー
  - 1981年当時。オーディションで選ばれたリスナーが芸能人に直接インタビュー[7]。
- おちこみ大賞ベストテン
  - 1982年当時。林家しん平担当のコーナー。リスナーから自分の嫌いな歌手の曲のリクエストを募集、リクエスト数の多さに応じて“おちこみ”のランクが上昇する。ランキング上位の歌手と電話をつないで話をしたこともあった。当時フジテレビ系のバラエティ番組『オレたちひょうきん族』の準レギュラーで出演していた伊丹幸雄や彼と同時期に活動していた城みちるの曲が一時期毎週のようにランクインしていたり、アンチ松山千春派が組織票を集めて千春の曲をランクインさせたということもあった[8]。
- 千里のポパイズ・カレンダー 大江千里担当のコーナー(1983年)
- ヒットパレードベスト50 → ミュージックランクベスト50 - 12時台。STV音楽委員会が決定する。
- まる秘サンジャン袋とじ （1986年～1987年当時）[2]
- 森中の昼なのに慎也 （1986年～1987年当時） - 森中アナが官能小説を読み上げるコーナー[2]
- しん平の落語大賞 （1986年～1987年当時）
- ランキングベストチョイス - 12時台（1989年 - 1990年）
- SJS23ピックアップ - 12時台（1989年4月 - 1990年）
- サンジャンクイズ大学 - 13:30頃→14時台。大学対抗による早押しクイズ合戦。
- SJSスカウトキャラバン - 13:40頃。長江健次担当のコーナー（1989年）
- 竹丸のハッチャキバンバン - 13:30頃。桂竹丸担当のコーナー（1990年）
- 林家しん平のギャグ道場 - 14:00頃（1988年。しん平降板後は「SJSギャグ道場」と改題）
- しん平・田中義剛のトークでショー - 14:15頃（1988年）
- がんばれ!どさんこミュージシャン - 14:25頃（1988年10月 - 1989年3月）
- 義剛の10分間ライブ - 14:45頃（1988年）
- 義剛・みのや雅彦の「今週の歌」 - 14時台（1988年10月 - 1990年3月）
- 義剛・みのやのトークバラエティ - 14時台（1989年4月 - 1990年3月）
- バトルトーク - 14:00頃（1988年～1989年）
- SJSビンゴ・ニッサン - 14:15頃（1989年）
- 独善音楽講座 - 14:00頃（1990年）
- みのや雅彦の歌の歳時記 - 14:30頃（1990年）
- 義剛の里だより歌だより - 14:40頃（1990年）
- SJSラッキーリクエスト - 15時台
- サンジャンミュージックスクランブル - 15時台（1989年）
- ゲストのミニライブ
- 中央競馬実況中継
- SJSミュージック交差点 - 16時台
ほか

## エピソード
- この番組は松山千春を抜きには語れない。当時の竹田健二STVディレクターが1976年に発掘して、15分間の1コーナー「千春のひとりうた」に登場、この番組が「出世作」となり、北海道から一躍全国区となる。
- 大江千里はデビュー前の1983年2月27日にSTVホールでプロとしての初ステージを踏む。その後5月21日にデビューを果たし、関西以外に札幌でも人気が出て後に全国区となり、現在に至る。当時関西学院大学の学生であるが、大阪から札幌へ出向くため隔週での出演である。初めての出演の際、札幌が記録的な大雪に驚いていたことを語っている。この番組が縁になり、初めてレコードが売れたのが札幌だったと語っている。
- 田中義剛も自らをアコースティックロックンローラーと呼び出演当初はギター１本でオリジナル曲を歌っていた。全国区になって以降も長らくSTVを拠点として活躍していた。なお、『田中義剛のオールナイトニッポン』のパーソナリティを務めていた当時は、東京のニッポン放送で日曜日早朝の午前5時まで生出演した後、本番組生出演のためすぐ札幌に戻るという生活をしていた[9]。
- このほかにも公開放送でゲスト出演を重ねSTVホールで歌うことによって北海道のファンを増やしていったアーティストやアイドルがいた。